# Società Sportiva Giovani Calciatori Cappuccini
La Società Sportiva Giovani Calciatori Cappuccini era una squadra calcistica di Vercelli, fondata nel 1920 nel quartiere cittadino Cappuccini. Le sue casacche erano nere. Disputava i propri incontri interni al campo di via Carrozzino.
La squadra giocò in Promozione, nella stagione 1920-1921, classificandosi dapprima seconda nel suo girone e poi nuovamente seconda nella classifica del girone finale, ottenendo la promozione in Prima Categoria F.I.G.C. per il campionato 1921-1922. I piemontesi si classificarono al quinto posto del girone piemontese.
In seguito al compromesso Colombo e alla unificazione dei campionati, la squadra venne retrocessa in Seconda Divisione. Nell'estate 1922, infine, fu assorbita dalla Pro Vercelli.
Successivamente, in un anno imprecisato, la società Giovani Calciatori Cappuccini venne rifondata (era già attiva nel 1945, allorquando disputò una partita con la Belvedere valida per un torneo locale), per poi assumere, nel 1963, la denominazione di G.S. Castigliano in onore del calciatore vercellese del Grande Torino Eusebio Castigliano.